# Stig Stefanson

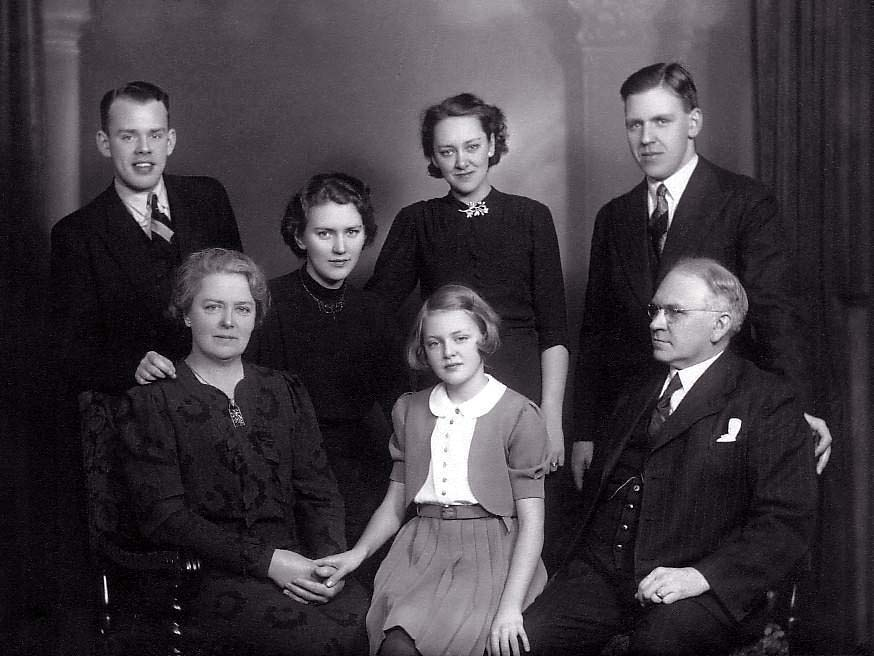
Stefanson stående bakom fadern Stefan Anderson och bredvid systern Birgit i ett familjeporträtt från 1930-talet.

Rolf Stig Stefan Stefanson (i riksdagen kallad Stefanson i Ludvika), ursprungligen Anderson, född 29 november 1909 i Ludvika, död 6 juni 2000 i Ludvika, var en svensk optiker och politiker (folkpartist).
Stig Stefanson var son till Stefan Anderson och Ragnhild Sandberg, bror till Birgit Ridderstedt och morbror till Mattias Klum. Han var optiker i Ludvika 1939–1970. Genom att gå i faderns fotspår var han också aktiv i näringslivets intresseorganisationer, bland annat som ordförande för Sveriges hantverks- och industriorganisation 1958–1978. Han hade även ledande styrelseuppdrag i näringslivet, bland annat som vice ordförande för Försäkrings AB Skandia 1976–1980.
Stefanson var riksdagsledamot i första kammaren 1960–1970 för Kopparbergs läns valkrets. I riksdagen var han bland annat ledamot i bevillningsutskottet 1962–1968 och vice ordförande i 1964 års första särskilda utskott. Han var flitigt engagerad i olika frågor kopplade till näringslivets och småföretagens situation.
Stig Stefanson var från 1939 gift med Märta Enbäck (1913–1998) till hennes död. De hade sönerna Rolf (1940–1990), som var FN-tjänsteman, och Bo (1943–2010) som var optikermästare, som fadern, och sångartist, bland annat i gruppen Visor vid Väsman. 

## Utmärkelser
- Kommendör av Vasaorden, 6 juni 1974.[5]
- Kommendör av Förbundsrepubliken Tysklands förtjänstorden (KTyskRFO, 1980)